# 烏梅

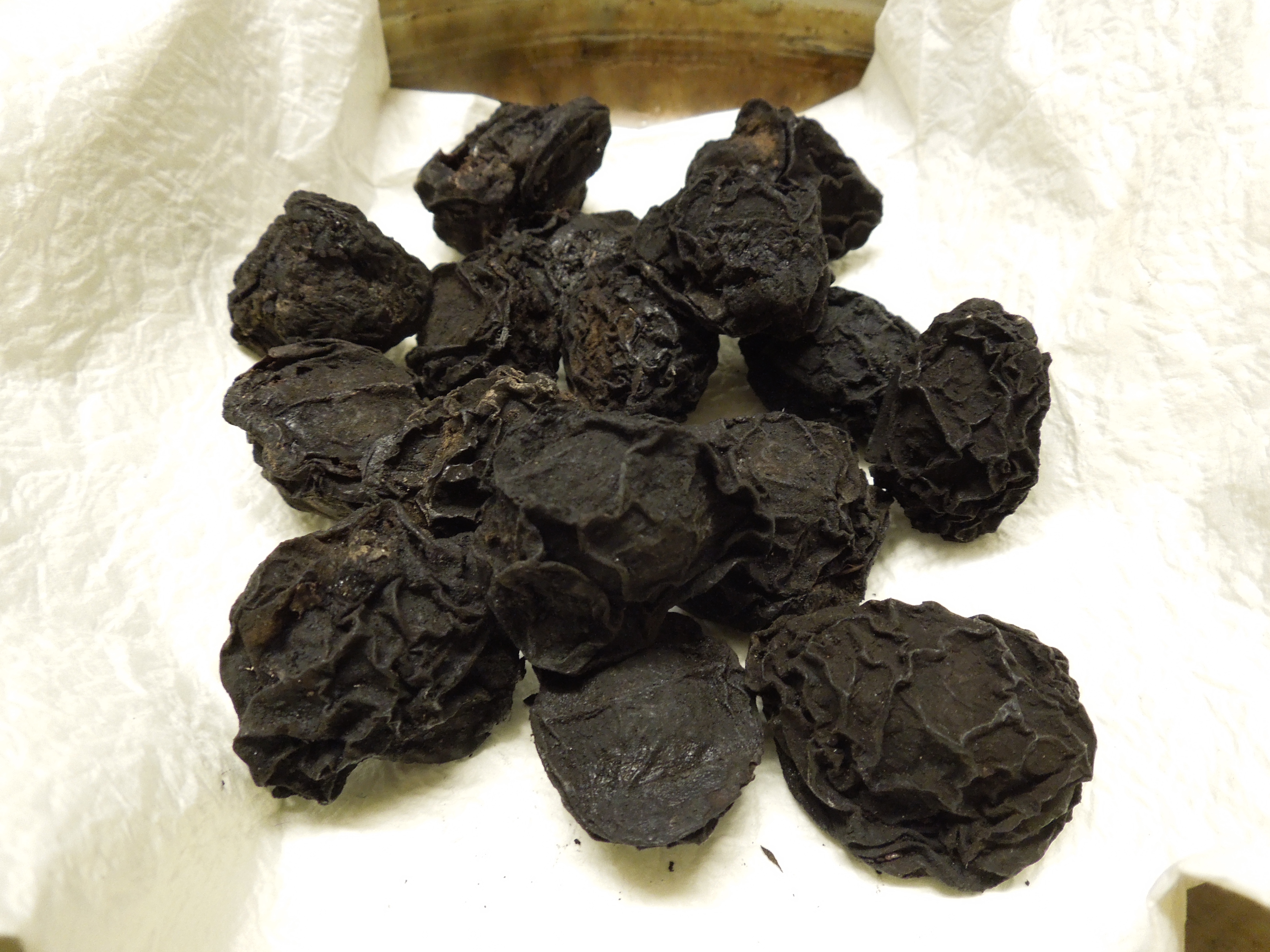
烏梅

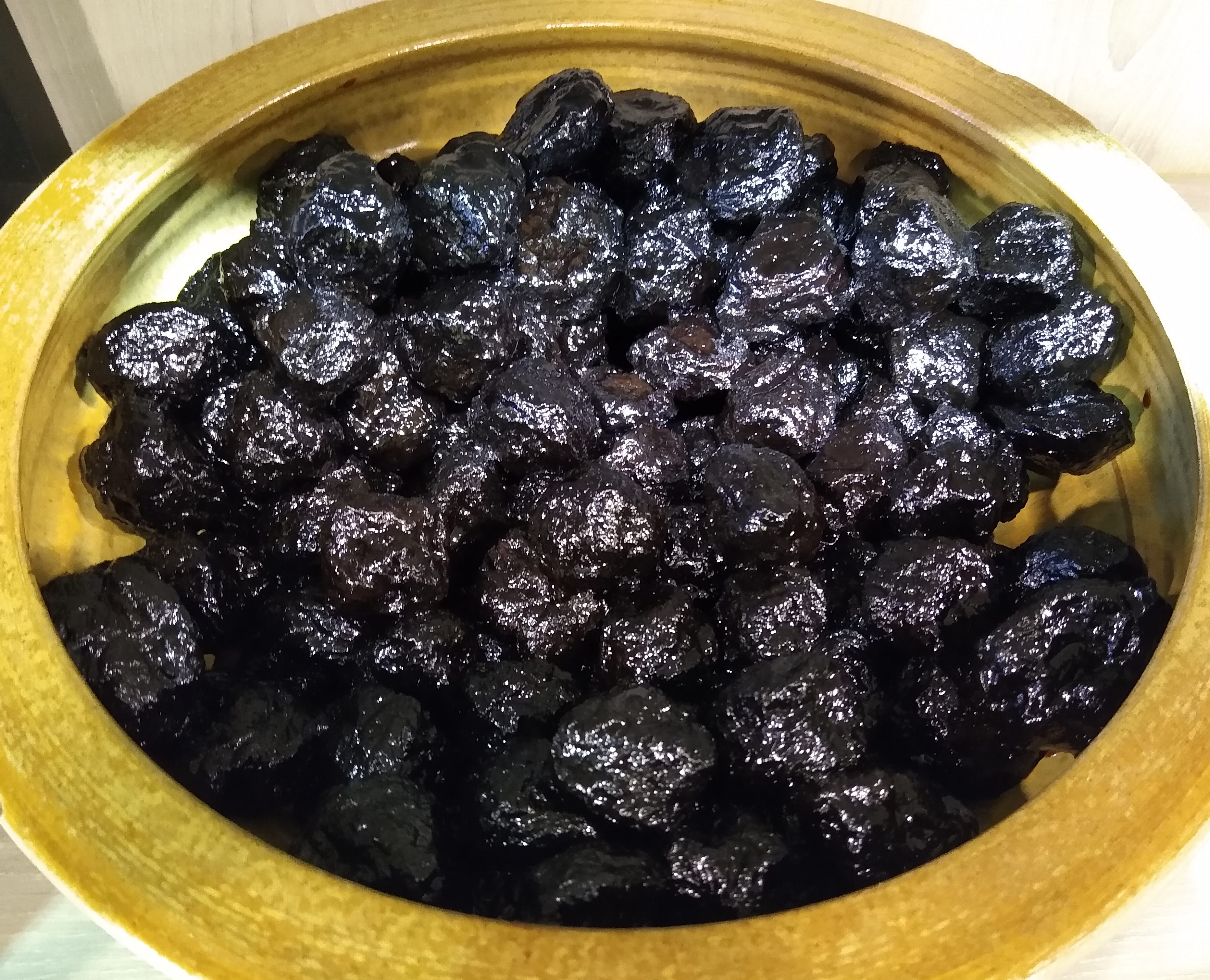
烏梅

烏梅是指梅經加工過的果实，烏梅可以入藥，也可以食用。

## 概述
烏梅的外觀為黑色以及深褐色，它表面粗糙，並且帶有酸味。形狀为球形以及扁圆形，长约2—3（0.79—1.18英寸），直径長1.5—2（0.59—0.79英寸）。 它的果仁坚硬，呈淡黄色以及黄褐色，长為1—1.4（0.39—0.55英寸），宽為1（0.39英寸），厚 0.5（0.20英寸），表面有斑点。

## 生产
初夏人們采摘未成熟的梅子，之後再進行熏製加工，並在40 °C（104 °F）的環境下曬乾。 

## 用途

### 美食
在中国，烏梅被用来制作酸梅汤。 
在韩国，烏梅被用来制作朝鮮傳統茶。 

### 入藥
在韓醫學中，烏梅被认为是治療肝经、脾经、肺经和大肠经的导药。它用于治疗蛔虫病、呕吐、咳嗽和腹泻。 在药理实验中烏梅具有化痰、抑制肠道蠕动和抗菌作用。